# Johnny Cattaneo
Johnny Cattaneo (* 19. Mai 1981 in Santa Brigida) ist ein ehemaliger italienischer Radrennfahrer.
Johnny Cattaneo begann seine internationale Karriere 2008 bei dem italienisch-venezolanischen Professional Continental Team Serramenti PVC Diquigiovanni-Androni Giocattoli. In seiner ersten Saison dort wurde er in Grotte di Castro italienischer Vizemeister im Cross Country. Bei den Mountainbike-Marathon-Weltmeisterschaften 2008 in Villabassa belegte Cattaneo im Rennen der Herren den achten Platz.

## Teams
- 2008 Serramenti PVC Diquigiovanni-Androni Giocattoli (ab 17.03.)